# Société des Transports Intercommunaux de Bruxelles/Maatschappij voor het Intercommunaal Vervoer te Brussel

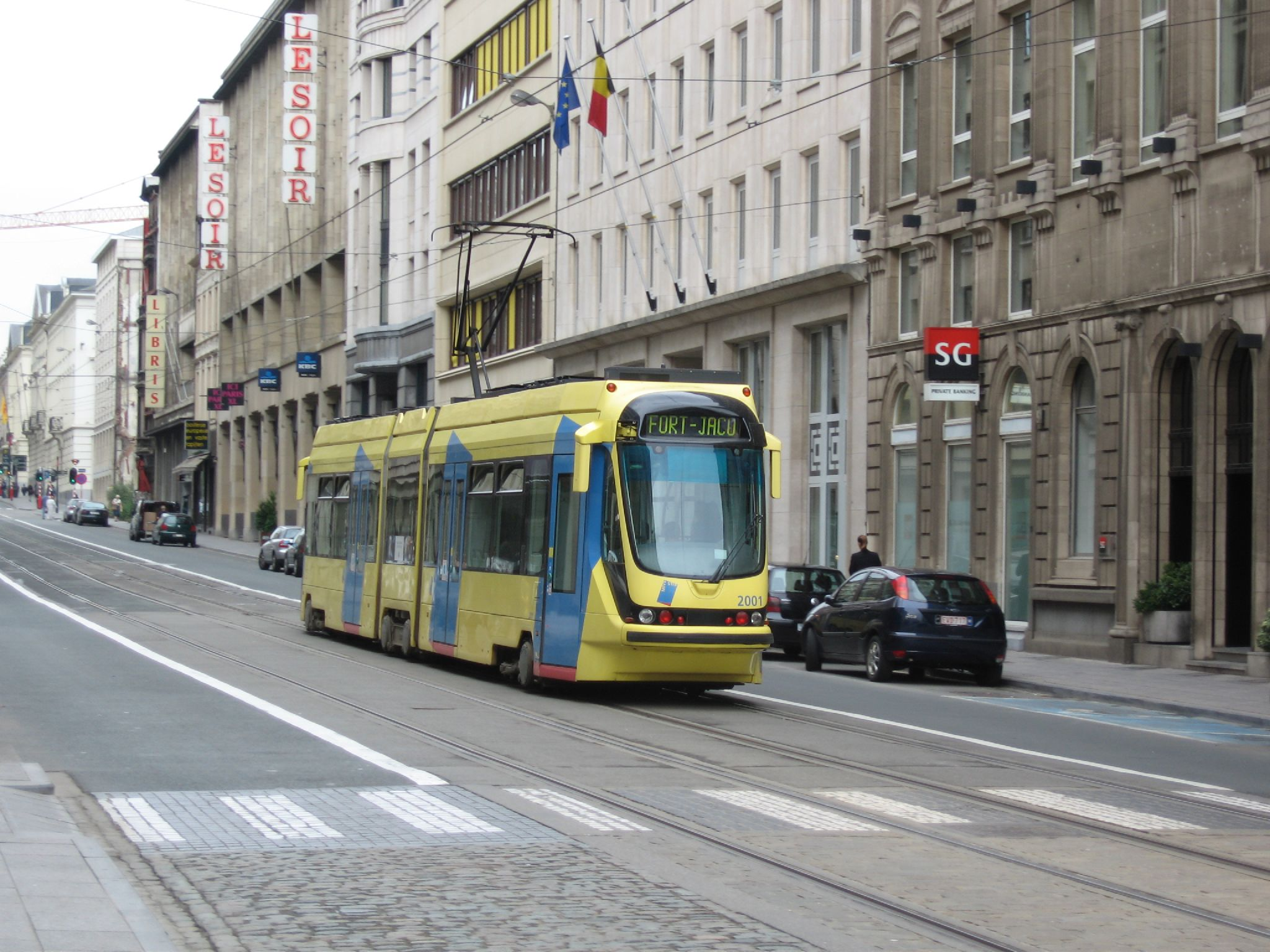
Niederflur-Straßenbahnwagen T2000 der Société des Transports Intercommunaux de Bruxelles/Maatschappij voor het Intercommunaal Vervoer te Brussel aus den 1990er Jahren

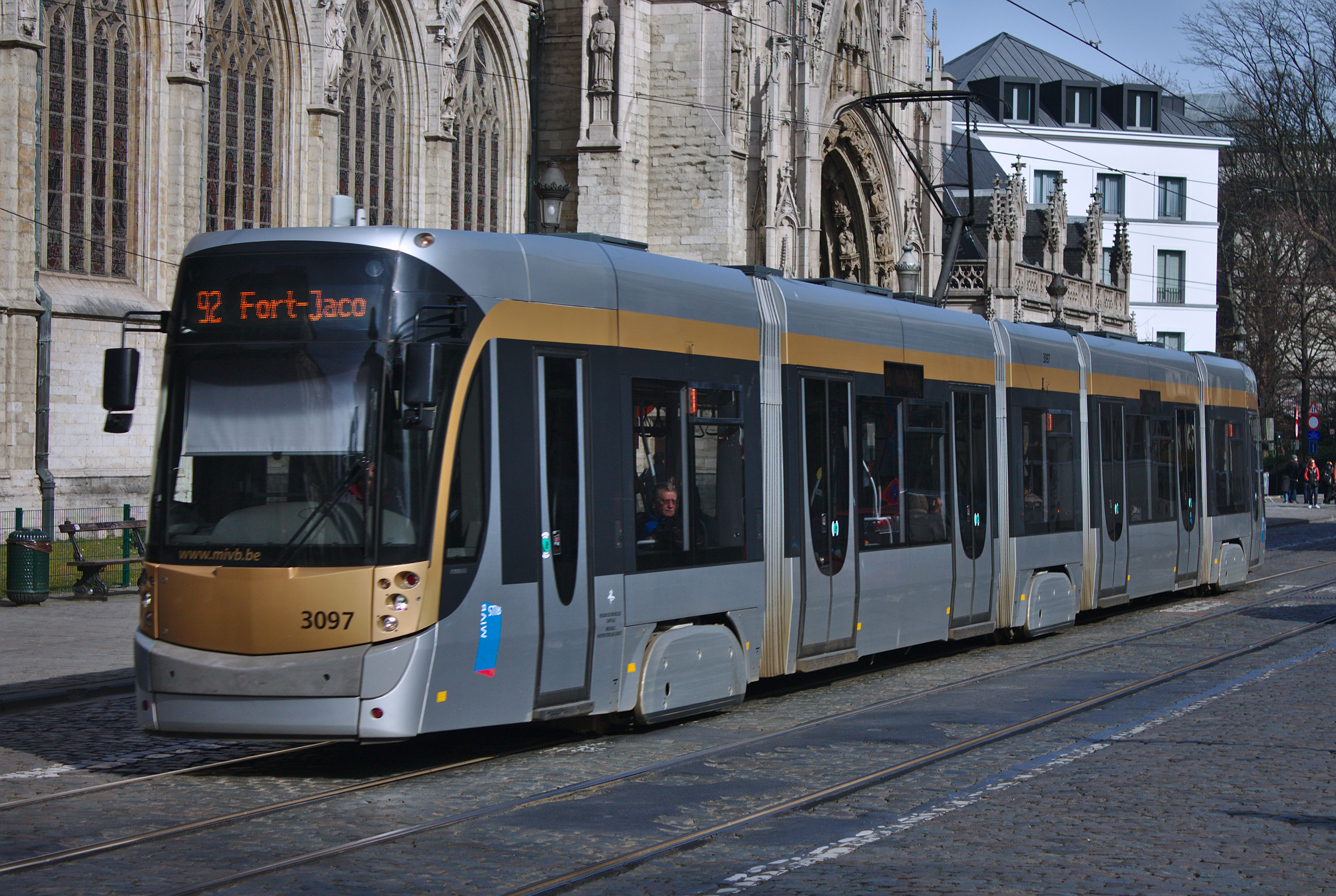
Neuester und häufigster Wagentyp bei der Brüsseler Tram ist der Flexity Outlook von Bombardier

Fahrkarte der STIB/MIVB

Die Société des Transports Intercommunaux de Bruxelles (französisch, STIB) bzw. Maatschappij voor het Intercommunaal Vervoer te Brussel (niederländisch, MIVB), deutsch Interkommunale Verkehrsgesellschaft Brüssel, ist der Verkehrsbetrieb der 19 Gemeinden in der Region Brüssel-Hauptstadt.

## Allgemein
Die STIB/MIVB wurde 1954 gegründet und betreibt als kommunaler ÖPNV-Anbieter die 1976 eröffnete U-Bahn der Metro Brüssel, die Straßenbahn Brüssel sowie die innerstädtischen Linienbusse. Das Gesamtnetz besteht aus vier U-Bahn-Linien mit einer Länge von 39 Kilometern, 18 Straßenbahnlinien mit 128,3 km Linienlänge und 47 Buslinien mit 348,8 km Linienlänge bei einer Fläche der Hauptstadtregion von 161 Quadratkilometern.
Einige Tramlinien fahren als Premetro im U-Bahn-Vorlaufbetrieb auf Tunnelstrecken. Nicht wenige der Buslinien reichen über Brüssel hinaus bis in die zu Flandern gehörenden Vorortgemeinden. Im Jahr 2007 wurden ca. 285 Millionen Fahrgäste befördert. Im April 2007 wurde ein neues Nachtbusnetz namens Noctis eingeführt.
Für Nutzer gibt es einen Einzel- und einen Verbundtarif, bei dem die Fahrkarten übergreifend neben der STIB/MIVB auch bei der Belgischen Staatsbahn (NMBS/SNCB) sowie den regionalen ÖPNV-Betrieben Flanderns und der Wallonie, De Lijn bzw. TEC im Bereich der Region Brüssel-Hauptstadt genutzt werden können.
Etwa seit Mitte der 2000er-Jahre sind die Verkehrsmittel der STIB/MIVB in einem silber-goldenen Farbschema, das den Art-déco-Stil imitiert, lackiert. Bis in die 1980er-Jahre war die Farbgebung von Tram und Bus cremefarben mit blauen Zierstreifen, anschließend war es gelb-blau-rot.
Die STIB/MIVB verfügt über etwa 400 Straßenbahnfahrzeuge. Bis auf ältere PCC-Gelenkwagen sind alle niederflurig. Den größten Teil des Wagenparks stellen Cityrunner von Bombardier mit 150 kürzeren T3000 und 70 längeren T4000. Die STIB/MIVB beschäftigte im Jahr 2018 1.400 Straßenbahnfahrer. Im Jahr 2017 wurden 104 Fälle von physischer Gewalt gegen Tram- und Busfahrer gemeldet, das sind 23 Fälle mehr als im Vorjahr. Dazu kamen 582 gemeldete Fälle von verbalen Angriffen (57 Fälle mehr als im Vorjahr).

## Trammuseum
In dem ältesten Teil des Straßenbahndepots in Woluwe-Saint-Pierre/Sint-Pieters-Woluwe besteht auf Initiative des damaligen Präsidenten der STIB, Guy Cudell, seit 1977 ein Straßenbahnmuseum. Dieses wird seit 1982 von dem Verein Musée du Transport Urbain Bruxellois betrieben, während Gebäude und die meisten Wagen weiterhin der STIB gehören. Eine komplette Renovierung erfolgte zwischen 2006 und 2010.